# (6446) Lomberg
(6446) Lomberg est un astéroïde de la ceinture principale aréocroiseur.

## Description
(6446) Lomberg est un astéroïde aréocroiseur. Il présente une orbite caractérisée par un demi-grand axe de 2,32 UA, une excentricité de 0,29 et une inclinaison de 23,6° par rapport à l'écliptique.

## Compléments